# Bevacizumab
Bevacizumab (tvornički naziv Avastin, Genentech/Roche) je monoklonsko protutijelo koje se selektivno veže na protein nazvan krvožilnim endotelnim faktorom rasta (VEGF), koji se nalazi na ovojnici krvnih i limfnih žila. Uloga VEGF-a je poticanje rasta novih krvnih žila (angiogeneza) koje prehranjuju tumor. Stoga se bevacizumab koristi u liječenju karcinoma gdje blokira angiogenezu.
Bevacizumab je prvi klinički dostupan inhibitor angiogeneze u Americi.
Bevacizumab je prvi put odobren u Americi 2004. godine od strane FDA (Food and Drug Administration - Američka agencija za hranu i lijekove), a prvotno je namijenjen za liječenje bolesnika s metastatskim karcinomom debelog crijeva i karcinomom nemalih stanica pluća u kombinaciji sa standardnom kemoterapijom. Godine 2008., FDA ga odobrava za liječenje bolesnika s metastatskim karcinomom dojke, iako je ta odluka izazvala brojne kontroverze s obzirom na to da je bila suprotna preporuci savjetodavne komisije po kojoj bevacizumab samo usporava rast tumora, ali ne produžava životni vijek oboljelih. U studenom 2011. godine FDA je povukla odobrenje za primjenu bevacizumaba u bolesnika s rakom dojke.
Kliničke studije su provedene u bolesnika s nemetastatskim karcinomom dojke, karcinomom bubrežnih stanica, glioblastomom multiforme, karcinomom jajnika, karcinomom prostate rezistentnim na hormonsku terapiju, nemetastatskim inoperabilnim karcinomom jetre i metastatskim ili inoperabilnim lokalno uznapredovalim karcinomom gušterače.
Studijom objavljenom u travnju 2009. godine utvrđeno je da bevacizumab nije djelotvoran u prevenciji recidiva u bolesnika s nemetastatskim karcinomom debelog crijeva nakon operacije. U svibnju 2009.godine, FDA je odobrila primjenu bevacizumaba u liječenju recidiva glioblastoma multiforme, dok je njegova primjena u samim počecima bolesti još uvijek u fazi lll kliničkog ispitivanja.

## Uvod
Bevacizumab je humanizirano monoklonalno antitijelo i prvi komercijalno dostupan inhibitor angiogeneze. Selektivno se veže na protein nazvan humani krvožilni endotelni faktor rasta (VEGF) koji se nalazi na ovojnici krvnih i limfnih žila, i na taj način inhibira rast novih krvnih žila.

Lijek je dobiven metodom genetičkog inženjeringa kao mišje protutijelo koje sadrži i ljudske i mišje komponente. Genentech je u mogućnosti proizvesti dovoljne količine takvih protutijela.

## Indikacije
U veljači 2004. godine, FDA je odobrila primjenu bevacizumaba u kombinaciji sa standardnom terapijom za liječenje bolesnika s metastatskim karcinomom debelog crijeva (terapija prvog izbora), te u kombinaciji s 5-fluorouracilom kao terapija drugog izbora. Preporuka se temelji na ispitivanju E3200 koje je pokazalo dobre rezultate u liječenju bolesnika kod kojih je standardna kemoterapija (FOLFOX4 – oxaliplatin/5-FU/lucovorin) kombinirana s bevacizumabom. EMEA (Europska agencija za lijekove) je takvu terapiju odobrila u siječnju 2005. godine.
Godine 2006. FDA odobrava primjenu bevacizumaba u kombinaciji sa standardnom kemoterapijom kod bolesnika s karcinomom pluća. Istraživanje je proveo Eastern Cooperative Oncology Group (ECOG). Rezultati su pokazali da se životni vijek bolesnika s karcinomom nemalih stanica pluća u stadiju lllb/lV produljio za dva mjeseca.  Iz istraživanja su izuzeti bolesnici s karcinomom nemalih stanica pluća kod kojeg histološki prevladavaju skvamozne stanice, jer je u prijašnjem istraživanju utvrđena česta pojava plućnog krvarenja.
Godine 2008, FDA odobrava primjenu bevacizumaba kod bolesnika s karcinomom dojke. Savjetodavna komisija je glasala protiv, zbog činjenice da podaci iz kliničkog ispitivanja nisu pokazali povećanje kvalitete života niti produženje životnog vijeka, što su važna mjerila u liječenju bolesnika s uznapredovalim karcinomom. FDA je odbila preporuku komisije jer su ispitivanja pokazala da bevacizumab reducira veličinu tumora i produljuje razdoblje u kojem nema tumorskog rasta. Odluka je pohvaljena od strane pacijenata i nekolicine onkologa, dok su preostali smatrali da bi odobravanje takve terapije koja ne produžuje životni vijek niti poboljšava kvalitetu življenja u bolesnika s uznapredovalim karcinomom, samo potaknula farmaceutske kuće da u razvoju novih lijekova zanemare ta dva bitna mjerila.
Bevacizumab se primijenjuje intravenski svakih 14 dana. Kod karcinoma debelog crijeva primijenjuje se u kombinaciji sa standardnom kemoterapijom koja uključuje 5-fluorouracil, leucovorin i oxaliplatin ili irinotekan.

## Ispitivanja
Bevacizumab primijenjen samostalno pokazuje djelotvornost pri liječenju bolesnika s karcinomom bubrežnih stanica, karcinomom jajnika i glioblastomom multiforme. Odobrenje Američke agencije za hranu i lijekove (FDA) za primjenu u liječenju karcinoma bubrežnih stanica i recidivirajućeg glioblastoma multiforme očekuje se u [2009]. godini.
Razmatra se mogućnost primjene bevacizumaba u liječenju karcinoma gušterače, kao dodatka standardnoj kemoterapiji, iako istraživanja nisu pokazala poboljšanja kod takve primjene. Moguće nuspojave su povećanje vrijednosti krvnog tlaka, krvarenje u trbušnoj šupljini i crijevima i perforacija crijeva.

## Ostale primjene
Mnoge bolesti oka, kao što su senilna makularna degeneracija i dijabetička retinopatija, kod kojih dolazi do stvaranja novih krvnih žila ispod mrežnice i propuštanja tekućine iz tih žila, uzrokuju razdvajanje slojeva mrežnice i posljedično dovode do sljepoće. Abnormalni rast novih krvnih žila potiče VEGF, pa je djelotvorna primjena bevacizumaba kao inhibitora VEGF-a.
Odnedavno, oftalmolozi bevacizumab primijenjuju intravitrealno za liječenje proliferativnih (neovaskularnih) bolesti oka, pogotovo kod horoidalne neovaskularne membrane u senilnoj makularnoj degeneraciji. Iako takva primjena nije trenutno odobrena od strane FDA, injekcija od 1.25-2.5 mg bevacizumaba primijenjena intravitrealno ne dovodi do štetnih i neželjenih učinaka u oku (iako lijek nije ispitan u kontroliranim uvjetima). Većina oftalmologa primijetila je izvrsne rezultate u tretiranju horoidalne neovaskularne membrane, proliferativne dijabetičke retinopatije, neovaskularnog glaukoma, dijabetičkog edema makule, retinopatije nedonoščadi i makularnog edema nastalog zbog retinalne venske okluzije.
Ranibizumab, Fab fragment dobiven od iste roditeljske molekule kao i bevacizumab, također je stvorio Genentech (također i isti znanstvenik Napoleone Ferrara), te se i primjenjuje za liječenje istih bolesti oka. Tvornički naziv lijeka je Lucentis, odobren je od strane FDA i prošao je opsežna klinička ispitivanja. Ispitivanja pokazuju bolje rezultate kod bolesnika s horoidalnom neovaskularizacijom (vlažni oblik senilne makularne degeneracije) liječenih intravitrealnom primjenom Lucentisa u odnosu na one liječene uobičajenom terapijom. Naime, većina bolesnika s horoidalnom neovaskularizacijom gubi vid ili ne dolazi do poboljšanja vida unatoč terapiji laserom, fotodinamskom terapijom ili Macugenom. Kod liječenja Lucentisom, poboljšanje je vidljivo u oko 70% bolesnika. Međutim, Lucentis je veoma skup (1500 - 2000$ po injekciji – daju se kroz mjesec dana). Bevacizumab je značajno jeftiniji (manje od 100$), sigurniji je za primjenu (barem u kraćem vremenskom periodu) i primijećeno je da daje slične rezultate kao i kod liječenja Lucentisom. Kako je Genentech proizveo oba lijeka, manji je interes za primjenu bevacizumaba, te se daje ˝off label˝. Takva primjena je uzrokovala brojne nesuglasice u retinalnoj i vitreo-retinalnoj kirurgiji. U listopadu 2007. godine, Genentech je poslao dopis liječnicima u kojem ih obavještava da bevacizumab više neće prodavati to compounding pharmacies. Zbog toga, bolesnici sa senilnom makularnom degeneracijom neće dobivati nikakvu terapiju ako njihovo osiguranje ne pokriva trošak liječenja Lucentisom kao ni bolesnici kod kojih je terapija bevacizumabom davala dobre rezultate.
Međutim, oftalmološko društvo, predvođeno s American Academy of Ophthalmology (Američka oftalmološka akademija) i American Society of Retinal Specialists (Američko društvo retinalnih specijalista) uspjeli su postići da Genentech dobavlja bevacizumab retinalnim kirurzima ako se dozaža smanji i prilagodi za takvu vrstu primjene.
National Eye Institute (Nacionalni očni institut) pri National Institutes of Health (Nacionalni institut za zdravlje) je u listopadu 2006. godine objavilo da će financirati komparativnu studiju ranibizumaba (Lucentis) i bevacizumaba (Avastin), da bi se ocijenila njihova sigurnost i djelotvornost u liječenju senilne makularne degeneracije. Studija je nazvana Comparison of Age-Related Macular Degeneration Trials – CATT Study) i obuhvaća oko 1200 pacijenata s tek dijagnosticiranim vlažnim oblikom senilne makularne degeneracije, nasumično svrstane u jednu od 4 skupine:
- Lucentis      se primjenjuje kroz 4 tjedna i nakon jedne godine, a zatim svaka 4 tjedna      u promjenjivoj dozi ovisno o nalazima
- Bevacizumab      se primjenjuje kroz 4 tjedna i nakon jedne godine, a zatim svaka 4 tjedna      u promijenjivoj dozi ovisno o nalazima
- Lucentis      u promijenjivim dozama kroz dvije godine; nakon početnog liječenja i      mjesečne kontrole, ovisno o aktivnosti lezije
- Bevacizumab      u promijenjivim dozama kroz dvije godine; nakon početnog liječenja i      mjesečne kontrole, ovisno o aktivnosti lezije

CATT studija će se provoditi 4 godine na 47 američkih klinika, a pacijenti će biti praćeni kroz dvije godine. Upisivanje bolesnika započeto je 22.veljače 2008. godine na 15 klinika. Izviješće za prvu godinu bit će podneseno 2009. godine.
Osnovni ciljevi ispitivanja su bolje razumijevanje sigurnosti i djelotvornosti intravitrealne primjene bevacizumaba, te izrađivanje smjernica za liječenje kao i optimalno doziranje za oba lijeka.

## Nuspojave
Bevacizumab inhibira rast krvnih žila, što je dio normalnog procesa cijeljenja rana i stvaranja kolateralnog krvotoka kod aterosklerotičnih krvnih žila. Stoga je vjerojatno da će bevacizumab ometati te normalne procese i pogoršati stanja kao što su bolesti koronarnih i perifernih krvnih žila.
Najčešće nuspojave su povećanje krvnog tlaka i povećan rizik od krvarenja. Kod bolesnika s uznapredovalim karcinomom pluća, liječenje se primijenjuje u manje od polovice slučajeva. Moguće komplikacije su perforacija crijeva, posteriorni reverzibilni encefalopatski sindrom, perforacija septuma nosa i renalna trombotična mikroangiopatija.
Navedene nuspojave su rijetkost kod intraokularne primjene jer se lijek primijenjuje direktno u oko što uvelike smanjuje mogućnost nastanka navedenih nuspojava.

## Troškovi liječenja
Bevacizumab je jedan od najskupljih lijekova na širokom tržištu. Takva cijena je kritizirana, s obzirom na to da se njime ne postiže izliječenje karcinoma već samo produljuje životni vijek. U Americi, osiguravajuće kuće ne pokrivaju liječenje bevacizumabom, a u zemljama u kojima se zdravstvo financira iz državnog proračuna, kao što su Velika Britanija i Kanada, ograničena je njegova primjena zbog niskog omjera koristi i troškova. Iz Genentecha poručuju da je cijena opravdana jer se tim sredstvima financiraju skupa i rizična istraživanja potrebna za proizvodnju novih lijekova. Genentech je prilagodio cijenu lijeka za bolesnike u određenim okolnostima.
New England Journal of Medicine objavljuje da bevacizumab u bolesnika s karcinomom debelog crijeva produljuje životni vijek za dodatnih 4.7 mjeseci (s ranijih 15.6 na 20.3 mjeseca) što košta od 42800 do 55000 dolara.
Dodavanje bevacizumaba standardnoj terapiji u bolesnika s karcinomom dojke i pluća može produljiti životni vijek za nekoliko mjeseci o trošku od 100000 dolara godišnje.